# Jan Gniewosz (zm. 1654)
Jan z Oleksowa Gniewosz  herbu Rawicz (zm. w 1654 roku) – chorąży lubelski w latach 1644–1654, dworzanin królewski.
W 1648 roku był elektorem Jana II Kazimierza Wazy z województwa sandomierskiego. W 1649 roku był uczestnikiem popisu pospolitego ruszenia szlachty województwa lubelskiego w chorągwi generalnej województwa lubelskiego. 